# 青石嘴镇
青石嘴镇，是中华人民共和国青海省海北藏族自治州门源回族自治县下辖的一个乡镇级行政单位。

## 行政区划
青石嘴镇下辖以下地区：
吊沟路社区、宁张路社区、青石咀村、石头沟村、黑石头村、红山咀村、红牙河村、德庆营村、下吊沟村、上吊沟村、上铁迈村、尕大滩村、白土沟村、下大滩村、大滩村、东铁迈村、西铁迈村和红沟村。